# IMesh
De closed source iMesh was een p2p-programma. Met dit programma was het mogelijk bestanden te delen en te downloaden. Ondersteunde p2p-netwerken waren het iMesh-netwerk, FastTrack en Gnutella.
IMesh leverde zijn eigen toolbar voor Internet Explorer en werd ook geleverd met een ingebouwde mediaspeler. Met iMesh was het mogelijk om een profiel bij te houden. De opbouw van een profielpagina had weg van een YouTube-profielpagina.
Verder had iMesh dezelfde lay-out en functies als BearShare. Net zoals bij BearShare was het mogelijk om muziek en video's te downloaden. Ook werden er op pagina's nummers legaal te koop aangeboden. Mensen met een BearShare- of een iMesh-account konden elkaar ook vinden en toevoegen op de profielpagina's.
IMesh stond bekend als spyware. Het installatieprogramma bevatte spyware zoals Mysearch.